# Vidal Ramos Júnior
Vidal Ramos Júnior (Lages, 1 de maio de 1908 — 15 de setembro de 1962) foi um político brasileiro
Filho de Vidal Ramos e Tereza Fiuza Ramos. Casou com Emília Furtado Ramos.
Foi prefeito de Lages.
Morreu numa acidente automobilístico.